# Le due vite
Le due vite (Две жизни, Dve žizni) è un film del 1961 diretto da Leonid Davidovič Lukov.